# Claire Messud
Claire Messud (Greenwich, 8 de octubre de 1966) es una novelista y profesora de literatura y escritura creativa estadounidense/canadiense/francesa. Es más conocida como la autora de la novela Los hijos del emperador (2006).

## Primeros años de vida
Nacida en Greenwich (Connecticut), creció en Australia y Canadá, y pasó dos años en un internado en los Estados Unidos cuando era adolescente. La madre de Messud es canadiense y su padre es un pied-noir de la Argelia francesa. Estudió en las escuelas de la Universidad de Toronto y en la Academia Milton. Realizó estudios de pregrado y posgrado en la Universidad Yale y la Universidad de Cambridge, donde conoció a su esposo James Wood.
En 1989, después de terminar sus dos años en Cambridge, ingresó al programa MFA de la Universidad de Siracusa. Sin embargo, pronto sintió que ese esfuerzo no encajaba bien con sus aspiraciones, ya que todos los demás estudiantes, además de ser mayores y «ya casados y a veces divorciados», estaban muy interesados en autores estadounidenses con cuya obra ella aún no estaba familiarizada, como Charles Baxter, Leonard Michaels y Ann Beattie. Sus gustos literarios se inclinaban más hacia las autoras experimentales con las que su madre la había criado, como Katherine Mansfield, Djuna Barnes, Elizabeth Bowen y Jean Rhys.

## Carrera
Su primera novela, When the World Was Steady (1995), fue nominada al premio PEN/Faulkner. En 1999 publicó su segundo libro, La última vida, sobre tres generaciones de una familia franco-argelina. Su obra de 2001, Los cazadores, consta de dos novelas cortas. Los hijos del emperador, que escribió mientras era investigadora en el Instituto de Estudios Avanzados Radcliffe entre 2004 y 2005, recibió elogios de la crítica y se convirtió en un supeventas del New York Times, además de ser preseleccionado para el Premio Man Booker de 2006. En abril de 2013, publicó su sexta novela, La mujer de arriba. Su novela de 2017, The Burning Girl, fue nombrada uno de los mejores libros del año por el Los Angeles Times.
Ha enseñado escritura creativa en Amherst College, Kenyon College, Universidad de Maryland, Universidad Yale, en el Programa MFA para Escritores de Warren Wilson College en Carolina del Norte y en el programa de posgrado en escritura de Universidad Johns Hopkins. También enseñó en Sewanee: La Universidad del Sur en Sewanee, Tennessee. Forma parte del consejo editorial de la revista literaria The Common, con sede en el Amherst College. Ha colaborado con artículos en publicaciones como The New York Review of Books.
En 2009, comenzó a enseñar un curso sobre tradiciones literarias cada semestre de primavera como parte del Programa de Maestría en Bellas Artes en Escritura Creativa del CUNY Hunter College. Posteriormente enseñó escritura creativa en otras escuelas, incluida la Universidad de Maryland y la Universidad Johns Hopkins.
Desde 2015, es profesora titular del Departamento de Inglés de la Universidad Harvard, donde forma parte de la facultad de Escritura Creativa.

## Vida personal
Tiene dos hijos, Livia y Lucian.

## Premios
La Academia Estadounidense de las Artes y las Letras ha reconocido el talento de Messud con el premio Addison Metcalf y el premio Strauss Living. Fue considerada para la lista Granta Best of Young British Novelists de 2003, aunque ninguno de los tres pasaportes que posee es británico. Desde 2010-2011 es investigadora en el Instituto de Estudios Avanzados de Berlín (Wissenschaftskolleg zu Berlin).
This Strange Eventful History fue preseleccionada para el Premio Giller 2024. También fue preseleccionado para el Premio Booker de 2024. 

### Libros
- When the World Was Steady. Knopf Doubleday Publishing Group. 1995. ISBN 978-0-393-35509-3.
- The Last Life: A Novel. Houghton Mifflin Harcourt. 1999. ISBN 978-0-547-56385-5.
- The Hunters. Houghton Mifflin Harcourt. 2001. pp. 200-. ISBN 978-0-547-56387-9.
- The Professor's History. Picador. 2006. ISBN 9780330445771.
- The Emperor's Children. Knopf Doubleday Publishing Group. 29 de agosto de 2006. ISBN 978-0-307-26601-9.
- The Woman Upstairs. Knopf Canada. 30 de abril de 2013. ISBN 978-0-307-40118-2. (preseleccionado para el Scotiabank Giller Prize 2013)
- The Burning Girl. W. W. Norton & Company. 2017. ISBN 978-0-393-63502-7.
- Kant's Little Prussian Head and Other Reasons Why I Write. An Autobiography in Essays. W. W. Norton & Company. 2020. ISBN 978-1324006756.
- A Dream Life. Tablo Tales. 2022. ISBN 978-1-649-69729-5.
- This Strange Eventful History. W.W. Norton. 2024. ISBN 978-0-393-63504-1. (preseleccionado para el Booker Prize 2024)[17][18][19][20]

## Lectura adicional
- Franklin, Ruth (10 de agosto de 2017). «Who's Afraid of Claire Messud?». The New York Times Magazine.
- Wood, Gaby (20 de agosto de 2006). «Here's another fine Messud». The Guardian.